# Veni et sume
 Veni et sume   лат. (изговор:вении ет суме). Дођи и узми. (легенда) 

## Поријекло изреке
Када је по  легенди  Персијски цар тражио да Грци  предају оружје без борбе, Грци  су одговорили:  Veni et sume, односно на грчком (грч. Елтхе каи лабе (изговор:елтхе каи лабе)).  Дођи и узми! 

## Значење
Нема предаје.  Једино оружјем и ратом можеш побједити!